# تاريي ساندفيك مو
تاريي ساندفيك مو (ولد في 24 ماي 1999) هو ممثل نرويجي وحفيد الممثل النرويجي تورغيلس مو (Torgils Moe).
اشتهر عام 2016 بعد أن أدى الدور الرئيسي في الموسم الثالث من المسلسل الشبابي «سكام» (عار) بشخصية إزاك فالتيرسين طالب ثانوي يساوره الشك حول ميوله الجنسية بعد لقائه بهنريك هولم الذي أدى دور حبيبه على قناة أن أر كا. بفضل دوره فاز بجائزة الجمهور خلال حفل توزيع جوائز الشاشة الذهبية عام 2017 مناصفة مع الممثل هنريك هولم، كما رشح عن فئة أفضل ممثل ذكر.

## الأعمال

### المسلسلات
- 2018 : Østkant Vestkant
- 2017 : (Melk (TV-serie
- 2015 — 2017 : عار (مسلسل نرويجي) : إزاك فالتيرسين

### أفلام
- 2017 : Emojifilmen : (الأداء الصوتي)
- 2018 : En affære : ماركوس سيمينسن

### شريط قصير
- 2018 : En dag i Juli

### برامج
- 2016 : Skavlan : ضيف

## جوائز
- 2017 جائزة الشاشة الذهبية: فوز عن فئة الجمهور مناصفة مع زميله هنريك هولم.
- 2017 جائزة الشاشة الذهبية: ترشيح عن فئة أفضل ممثل ذكر.
- 2017 جائزة أماندا: دعوة لحضور الحفل.